# Michał Strankowski
Michał Strankowski (ur. 19 września 1902 w Czermnie, zm. 19 sierpnia 1944 w Warszawie) – polski zoolog.

## Życiorys
Urodził się w rodzinie robotnika rolnego Jana Strankowskiego i jego żony Marianny z Nowickich. W 1914 ukończył szkołę powszechną w rodzinnej wsi, ale z powodu I wojny światowej dopiero w 1917 zdał egzaminy do Gimnazjum im. Małachowskiego w Płocku. Naukę rozpoczął od II klasy, ale w 1920 przerwał ją, zgłosił się wówczas na ochotnika i walczył w wojnie polsko-bolszewickiej. Po zakończeniu walk wrócił do Płocka i w 1924 złożył egzamin dojrzałości, a następnie wyjechał do Warszawy i rozpoczął studia przyrodnicze na Wydziale Filozoficznym Uniwersytetu Warszawskiego pod kierunkiem prof. Konstantego Janickiego. W 1927 przedstawił pracę dyplomową "Anatomia i histologia Polystomum integerrimum Rud.", a rok później zdał egzamin uprawniający do nauczania biologii i nauki obywatelskiej w szkołach średnich i seminariach nauczycielskich. W 1929 dzięki stypendium Funduszu Kultury Narodowej odbył dwuletni staż naukowy w Zakładzie Zoologii Uniwersytetu Warszawskiego, pracował w laboratorium, był pomocnikiem podczas wykładów, a także tworzył ilustracje i schematy pełniące rolę pomocy naukowych. W 1931 przedstawił rozprawę "Badania anatomiczne, histologiczne i biologiczne nad Polystomum occelatum Rud." i uzyskał tytuł doktora filozofii w zakresie zoologii, a następnie wyjechał do Kielc, gdzie nauczał przyrody w gimnazjum im. św. Stanisława Kostki. W 1933 powrócił do Warszawy, złożył egzamin pedagogiczny z filozofii, dydaktyki i pedagogiki, a następnie został dyrektorem i nauczycielem w gimnazjum. Po wybuchu II wojny światowej zaangażował się w tajne nauczanie. Zginął 19 sierpnia 1944 pod gruzami domu przy ulicy Nowomiejskiej na Starym Mieście. 

## Prace naukowe (wybrane)
- "Sur l’anomalie des ventouses chez Polystomum integerrimum Froelich 1971" /1933/;
- "Wpływ warunków zewnętrznych na dwojaki cykl rozwojowy Polystomum integerrimum Rud." /1935/;
- "Anatomia Polystoma pcellatum Rud." /1936/;
- "Recherches anatomiques sur Polystoma ocellatum Rud." /1937/;
- wspólnie z Jakubem Łukasiakiem:
  - "Capillaria polonica n.sp. parasite de la vessie urinaire de Mus norvegicus Erxl." /1933/;
  - "Kilka rzadkich przypadków Dioctophyme renale (Goeze 1782) w organizmie psa" /1935/;
- wspólnie z Witoldem Stefańskim:
- "Sur un cas de penetration du Strongle geant dans le rein du Chien" /1936/;
- "Nowy przypadek występowania nerkowca olbrzymiego (Dioctophyme rendale) w jamie piersiowej u kota" /1936/.